# Набег на Хартлпул, Скарборо и Уитби
Набег на Хартлпул, Скарборо и Уитби (англ. Raid on Scarborough, Hartlepool and Whitby) — морская операция, проведённая Флотом Открытого моря в Северном море 16 декабря 1914 года с целью атаки британского побережья и постановки вблизи него минного заграждения.

## Ход операции
15—16 декабря германскими крейсерами был осуществлен ещё один набег на Хартлпул, Уитби и Скарборо. Немецкие силы, участвовавшие в набеге, состояли из 1-й (линейные крейсера «Зейдлиц», «Мольтке», «Фон дер Танн», «Дерфлингер» и броненосный крейсер «Блюхер») и 2-й (лёгкие крейсера «Страссбург», «Грауденц», «Кольберг» и «Штральзунд») разведывательных групп. Немцы догадывались о том, что 2-я эскадра британских линейных крейсеров была отправлена на перехват эскадры графа фон Шпее и оборона противника будет ослаблена. В свою очередь англичане по данным радиоперехвата знали о намечавшейся операции и выделили для перехвата немецких крейсеров 1-я эскадру линейных крейсеров в составе 4 оставшихся линейных крейсеров («Лайон», «Куин Мэри», «Тайгер» и «Нью Зиленд») и 2-й эскадры линкоров в составе 6 линейных кораблей: 3 линкора типа «Орион» и 3 линкора типа «Кинг Джордж V». Однако англичане не знали о выходе в море основных сил флота Открытого моря — 18 дредноутов 1-й, 2-й и 3- эскадр в сопровождении крейсеров и эсминцев.
У британского побережья германские крейсера попали в сильную волну. Из-за невозможности применения артиллерии, Хиппер отправил лёгкие крейсера 2-й группы на соединение с основными силами, кроме «Кольберга», который должен был выставить мины. Немецкие линейные крейсера разделились на две группы. «Фон дер Танн» и «Дерфлингер» обстреляли сначала Уитби, затем Скарборо. Сопротивления они не встретили и потерь в личном составе не имели. Группа «Зейдлица» при подходе к Скарборо встретила 4 британских контр-миноносца. Обстреляв их с расстояния около 27 кабельтовых, немцы вынудили англичан ретироваться. Около 8:00 группа приступила к обстрелу побережья. При этом крейсера подверглись обстрелу батарей береговых 152-мм орудий. «Зейдлиц» своей артиллерией подавил батарею, находившуюся вблизи кладбища, но при этом сам получил 3 попадания. «Мольтке» получил одно попадание в палубу, а «Блюхер» — 6 попаданий с 152-мм гаубиц и легкой артиллерии.

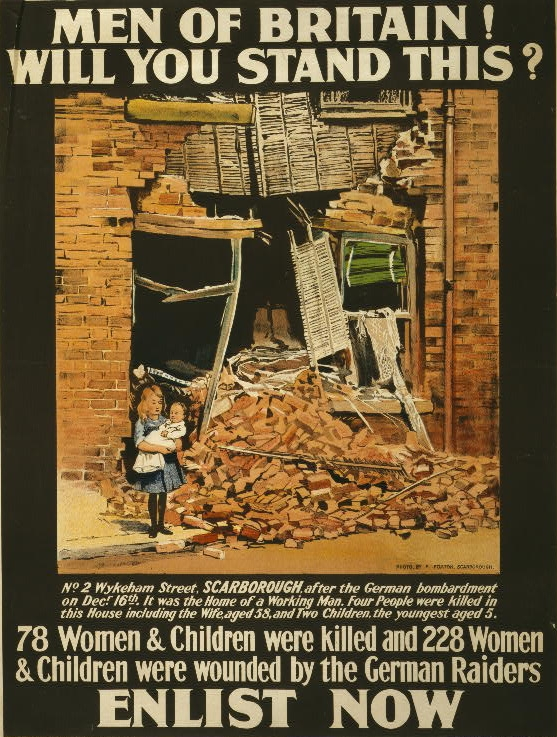
Британский пропагандистский плакат 1915 года, посвященный обстрелу Скарборо: «Мужчины Британии! Вы это потерпите? Немецкими рейдерами убито 78 и ранено 228 женщин и детей. Вступайте в армию немедленно.»

При возвращении немецкие линейные крейсера получили донесение от «Штральзунда», который обнаружил сначала британские крейсера, а потом 2-ю эскадру линкоров. Уклоняясь от них, крейсера ушли на северо-восток. Основные силы немцев под командованием Ингеноля ещё ночью вступили в соприкосновение с авангардом британских сил и повернули с курса зюйд-ост на ост-зюйд-ост, опасаясь ночных атак миноносцев. При получении донесения «Штральзунда», они были уже в 130 милях от британцев и никак не могли их перехватить. Рассматривая эту ситуацию, многие флотоводцы и историки считают, что немцы упустили шанс разгромить британцев по частям. Если бы они продолжили свой путь на зюйд-ост, то смогли бы перехватить 2-ю эскадру британцев. Ввиду численного превосходства и наличию в своем составе новых линкоров, не уступающим по скорости хода британским, у немецкого флота были хорошие шансы уничтожить 2-ю британскую эскадру линкоров.